# Mustafa Abd al-Razik
Mustafa Abd-ar-Ràziq (àrab: مصطفى عبد الرازق, Muṣṭafà ʿAbd al-Rāziq) (1882 o 1885 - 15 de febrer de 1947) fou un polític, imam i periodista egipci, rector de la Universitat d'al-Azhar. Era de família burgesa i rica. Va fer estudis d'Alcorà i després va anar a França, on va estudiar filosofia islàmica i es va doctorar en lletres. Va ocupar diverses posicions en afers religiosos i els 1938 fou ministre de waqfs. El 1945 fou xeic suprem de la gran mesquita d'al-Azhar, al Caire, fins a la seva mort. Com a periodista va defensar la llibertat de premsa.